# التجمع الوطني للتنمية والتقدم
التجمع الوطني للتنمية والتقدم (بالفرنسية: Rassemblement national pour le développement et le progrès)‏ هو حزب سياسي في تشاد، بقيادة ديلوا كاسيري كوماكوي. تأسس في أوائل عام 1992،  وكان رئيسه كوماكوي.
وفي الانتخابات النيابية التي جرت في 21 نيسان / أبريل 2002، فاز الحزب بخمسة مقاعد من أصل 155. كل هؤلاء الخمسة كانوا في دائرة كيلو في مقاطعة غرب تانجيل، حيث فاز الحزب بجميع المقاعد المتاحة. في الانتخابات الرئاسية في مايو 2006، فاز مرشحه، كوماكوي، بنسبة 15.13٪ من الأصوات. كوماكوي كان رئيس الوزراء من فبراير 2007 إلى أبريل 2008.